# Giro di Svizzera 2013
Il Giro di Svizzera 2013, settantasettesima edizione della corsa, valido come diciassettesima prova dell'UCI World Tour 2013, si svolse dall'8 al 16 giugno 2013 su un percorso di 1 318,9 km suddivisi in nove tappe. La partenza avvenne a Quinto con una corsa a cronometro individuale, mentre l'arrivo, sempre a conclusione di una corsa a cronometro, fu a Flumserberg. La vittoria andò per il secondo anno consecutivo al portoghese della squadra Movistar Rui Alberto Faria da Costa, che concluse la corsa in 31h 08' 11" seguito da Bauke Mollema (2°) e da Roman Kreuziger (3°).

## Tappe
| Tappa  | Data      | Percorso                                    | km      | Vincitore di tappa | Leader cl. generale |
| ------ | --------- | ------------------------------------------- | ------- | ------------------ | ------------------- |
| 1ª     | 8 giugno  | Quinto (cron. individuale)                  | 8,1     | Cameron Meyer      | Cameron Meyer       |
| 2ª     | 9 giugno  | Quinto > Crans-Montana                      | 170,7   | Bauke Mollema      | Cameron Meyer       |
| 3ª     | 10 giugno | Montreux > Meiringen                        | 203,3   | Peter Sagan        | Mathias Frank       |
| 4ª     | 11 giugno | Meiringen > Buochs                          | 161     | Arnaud Démare      | Mathias Frank       |
| 5ª     | 12 giugno | Buochs > Leuggern                           | 176,4   | Alexander Kristoff | Mathias Frank       |
| 6ª     | 13 giugno | Leuggern > Meilen                           | 186,1   | Grégory Rast       | Mathias Frank       |
| 7ª     | 14 giugno | Meilen > La Punt Chamues-ch                 | 206     | Rui Costa          | Mathias Frank       |
| 8ª     | 15 giugno | Zernez > Bad Ragaz                          | 180,5   | Peter Sagan        | Mathias Frank       |
| 9ª     | 16 giugno | Bad Ragaz > Flumserberg (cron. individuale) | 26,8    | Rui Costa          | Rui Costa           |
| Totale | Totale    | Totale                                      | 1 318,9 |                    |                     |

## Squadre partecipanti
| N.      | Cod. | Squadra                |
| ------- | ---- | ---------------------- |
| 1-8     | MOV  | Movistar Team          |
| 11-18   | SKY  | Sky Procycling         |
| 21-28   | KAT  | Katusha Team           |
| 31-38   | RLT  | RadioShack-Leopard     |
| 41-48   | OPQ  | Omega Pharma-Quickstep |
| 51-58   | AST  | Astana Pro Team        |
| 61-68   | GRS  | Garmin-Sharp           |
| 71-78   | BMC  | BMC Racing Team        |
| 81-88   | ALM  | AG2R La Mondiale       |
| 91-98   | LAM  | Lampre-Merida          |
| 101-108 | CAN  | Cannondale Pro Cycling |

| N.      | Cod. | Squadra                 |
| ------- | ---- | ----------------------- |
| 111-118 | BLA  | Blanco Pro Cycling Team |
| 121-128 | TST  | Team Saxo-Tinkoff       |
| 131-138 | OGE  | Orica-GreenEDGE         |
| 141-148 | LTB  | Lotto-Belisol Team      |
| 151-158 | EUS  | Euskaltel-Euskadi       |
| 161-168 | FDJ  | FDJ                     |
| 171-178 | VCD  | Vacansoleil-DCM         |
| 181-188 | ARG  | Team Argos-Shimano      |
| 191-198 | IAM  | IAM Cycling             |
| 201-208 | SOJ  | Sojasun                 |

## Dettagli delle tappe

### 1ª tappa
- 8 giugno: Quinto – Cronometro individuale – 8,1 km

Risultati
| Pos. | Corridore         | Squadra       | Tempo |
| ---- | ----------------- | ------------- | ----- |
| 1    | Cameron Meyer     | Orica-GreenE. | 9'39" |
| 2    | Niki Terpstra     | Omega Pharma  | a 10" |
| 3    | Heinrich Haussler | IAM Cycling   | a 14" |

| Pos. | Corridore         | Squadra       | Tempo |
| ---- | ----------------- | ------------- | ----- |
| 1    | Cameron Meyer     | Orica-GreenE. | 9'39" |
| 2    | Niki Terpstra     | Omega Pharma  | a 10" |
| 3    | Heinrich Haussler | IAM Cycling   | a 14" |

### 2ª tappa
- 9 giugno: Quinto – Crans-Montana – 170,7 km

Risultati
| Pos. | Corridore     | Squadra    | Tempo    |
| ---- | ------------- | ---------- | -------- |
| 1    | Bauke Mollema | Blanco     | 2h43'00" |
| 2    | Mathias Frank | BMC Racing | a 11"    |
| 3    | Thibaut Pinot | FDJ        | a 11"    |

| Pos. | Corridore      | Squadra       | Tempo    |
| ---- | -------------- | ------------- | -------- |
| 1    | Cameron Meyer  | Orica-GreenE. | 2h53'06" |
| 2    | Ryder Hesjedal | Garmin-Sharp  | a 3"     |
| 3    | Mathias Frank  | BMC Racing    | a 5"     |

### 3ª tappa
- 10 giugno: Montreux > Meiringen – 203,3 km

Risultati
| Pos. | Corridore       | Squadra       | Tempo    |
| ---- | --------------- | ------------- | -------- |
| 1    | Peter Sagan     | Cannondale    | 4h46'27" |
| 2    | Rui Costa       | Movistar Team | s.t.     |
| 3    | Roman Kreuziger | Saxo-Tinkoff  | s.t.     |

| Pos. | Corridore       | Squadra       | Tempo    |
| ---- | --------------- | ------------- | -------- |
| 1    | Mathias Frank   | BMC Racing    | 7h39'38" |
| 2    | Roman Kreuziger | Saxo-Tinkoff  | a 23"    |
| 3    | Rui Costa       | Movistar Team | a 35"    |

### 4ª tappa
- 11 giugno: Meiringen > Buochs – 161 km

Risultati
| Pos. | Corridore     | Squadra       | Tempo    |
| ---- | ------------- | ------------- | -------- |
| 1    | Arnaud Démare | FDJ           | 4h08'23" |
| 2    | Matthew Goss  | Orica-GreenE. | s.t.     |
| 3    | Tyler Farrar  | Garmin-Sharp  | s.t.     |

| Pos. | Corridore       | Squadra       | Tempo     |
| ---- | --------------- | ------------- | --------- |
| 1    | Mathias Frank   | BMC Racing    | 11h48'01" |
| 2    | Roman Kreuziger | Saxo-Tinkoff  | a 23"     |
| 3    | Rui Costa       | Movistar Team | a 35"     |

### 5ª tappa
- 12 giugno: Buochs > Leuggern – 178,4 km

Risultati
| Pos. | Corridore          | Squadra      | Tempo    |
| ---- | ------------------ | ------------ | -------- |
| 1    | Alexander Kristoff | Katusha Team | 4h08'29" |
| 2    | Peter Sagan        | Cannondale   | s.t.     |
| 3    | Arnaud Démare      | FDJ          | s.t.     |

| Pos. | Corridore       | Squadra       | Tempo     |
| ---- | --------------- | ------------- | --------- |
| 1    | Mathias Frank   | BMC Racing    | 15h56'30" |
| 2    | Roman Kreuziger | Saxo-Tinkoff  | a 23"     |
| 3    | Rui Costa       | Movistar Team | a 35"     |

### 6ª tappa
- 13 giugno: Leuggern > Meilen – 187.9 km

Risultati
| Pos. | Corridore         | Squadra        | Tempo    |
| ---- | ----------------- | -------------- | -------- |
| 1    | Grégory Rast      | RadioShack     | 4h23'53" |
| 2    | Mathew Hayman     | Sky Procycling | s.t.     |
| 3    | Alexandr Kolobnev | Katusha Team   | s.t.     |

| Pos. | Corridore       | Squadra       | Tempo     |
| ---- | --------------- | ------------- | --------- |
| 1    | Mathias Frank   | BMC Racing    | 20h31'06" |
| 2    | Roman Kreuziger | Saxo-Tinkoff  | a 23"     |
| 3    | Rui Costa       | Movistar Team | a 35"     |

### 7ª tappa
- 14 giugno: Meilen > La Punt Chamues-ch – 206 km

Risultati
| Pos. | Corridore          | Squadra       | Tempo    |
| ---- | ------------------ | ------------- | -------- |
| 1    | Rui Costa          | Movistar Team | 5h11'08" |
| 2    | Bauke Mollema      | Blanco        | s.t.     |
| 3    | Tejay van Garderen | BMC Racing    | s.t.     |

| Pos. | Corridore       | Squadra       | Tempo     |
| ---- | --------------- | ------------- | --------- |
| 1    | Mathias Frank   | BMC Racing    | 25h42'36" |
| 2    | Rui Costa       | Movistar Team | a 13"     |
| 3    | Roman Kreuziger | Saxo-Tinkoff  | a 23"     |

### 8ª tappa
- 15 giugno: Zernez > Bad Ragaz – 180,5 km

Risultati
| Pos. | Corridore        | Squadra      | Tempo    |
| ---- | ---------------- | ------------ | -------- |
| 1    | Peter Sagan      | Cannondale   | 4h33'26" |
| 2    | Daniele Bennati  | Saxo-Tinkoff | s.t.     |
| 3    | Philippe Gilbert | BMC Racing   | s.t.     |

| Pos. | Corridore       | Squadra       | Tempo     |
| ---- | --------------- | ------------- | --------- |
| 1    | Mathias Frank   | BMC Racing    | 30h16'02" |
| 2    | Rui Costa       | Movistar Team | a 13"     |
| 3    | Roman Kreuziger | Saxo-Tinkoff  | a 23"     |

### 9ª tappa
- 16 giugno: Bad Ragaz > Flumserberg – Cronometro individuale – 26,8 km

Risultati
| Pos. | Corridore     | Squadra       | Tempo  |
| ---- | ------------- | ------------- | ------ |
| 1    | Rui Costa     | Movistar Team | 51'56" |
| 2    | Tanel Kangert | Astana        | a 21"  |
| 3    | Bauke Mollema | Blanco        | a 29"  |

| Pos. | Corridore       | Squadra       | Tempo     |
| ---- | --------------- | ------------- | --------- |
| 1    | Rui Costa       | Movistar Team | 31h08'11" |
| 2    | Bauke Mollema   | Blanco        | a 1'02"   |
| 3    | Roman Kreuziger | Saxo-Tinkoff  | a 1'10"   |

## Evoluzione delle classifiche
| Tappa              | Vincitore          | Classifica generale Maglia gialla | Classifica a punti Maglia bianca | Classifica della montagna Maglia rossa | Classifica sprint Maglia azzurra | Classifica a squadre   |
| ------------------ | ------------------ | --------------------------------- | -------------------------------- | -------------------------------------- | -------------------------------- | ---------------------- |
| 1ª                 | Cameron Meyer      | Cameron Meyer                     | Cameron Meyer                    | non assegnata                          | non assegnata                    | Omega Pharma-Quickstep |
| 2ª                 | Bauke Mollema      | Cameron Meyer                     | Cameron Meyer                    | Ryder Hesjedal                         | Enrique Sanz                     | IAM Cycling            |
| 3ª                 | Peter Sagan        | Mathias Frank                     | Bauke Mollema                    | Roman Kreuziger                        | Enrique Sanz                     | Astana Pro Team        |
| 4ª                 | Arnaud Démare      | Mathias Frank                     | Arnaud Démare                    | Robert Vrečer                          | Enrique Sanz                     | Astana Pro Team        |
| 5ª                 | Alexander Kristoff | Mathias Frank                     | Peter Sagan                      | Robert Vrečer                          | Enrique Sanz                     | Astana Pro Team        |
| 6ª                 | Grégory Rast       | Mathias Frank                     | Peter Sagan                      | Robert Vrečer                          | Enrique Sanz                     | Katusha Team           |
| 7ª                 | Rui Costa          | Mathias Frank                     | Peter Sagan                      | Thibaut Pinot                          | Enrique Sanz                     | Astana Pro Team        |
| 8ª                 | Peter Sagan        | Mathias Frank                     | Peter Sagan                      | Robert Vrečer                          | Robert Vrečer                    | Astana Pro Team        |
| 9ª                 | Rui Costa          | Rui Costa                         | Peter Sagan                      | Robert Vrečer                          | Robert Vrečer                    | Astana Pro Team        |
| Classifiche finali | Classifiche finali | Rui Costa                         | Peter Sagan                      | Robert Vrečer                          | Robert Vrečer                    | Astana Pro Team        |

## Classifiche finali

### Classifica generale
| Pos. | Corridore          | Squadra       | Tempo     |
| ---- | ------------------ | ------------- | --------- |
| 1    | Rui Costa          | Movistar Team | 31h08'11" |
| 2    | Bauke Mollema      | Blanco        | a 1'02"   |
| 3    | Roman Kreuziger    | Saxo-Tinkoff  | a 1'10"   |
| 4    | Thibaut Pinot      | FDJ           | a 1'26"   |
| 5    | Mathias Frank      | BMC Racing    | a 1'43"   |
| 6    | Tanel Kangert      | Astana        | a 1'51"   |
| 7    | Tejay van Garderen | BMC Racing    | a 2'23"   |
| 8    | Daniel Martin      | Garmin-Sharp  | a 2'42"   |
| 9    | Simon Špilak       | Katusha Team  | a 2'42"   |
| 10   | Cameron Meyer      | Orica-GreenE. | a 3'44"   |

### Classifica a punti
| Pos. | Corridore          | Squadra       | Punti |
| ---- | ------------------ | ------------- | ----- |
| 1    | Peter Sagan        | Cannondale    | 80    |
| 2    | Arnaud Démare      | FDJ           | 50    |
| 3    | Bauke Mollema      | Blanco        | 47    |
| 4    | Rui Costa          | Movistar Team | 42    |
| 5    | Alexander Kristoff | Katusha Team  | 41    |

### Classifica della montagna
| Pos. | Corridore         | Squadra       | Punti |
| ---- | ----------------- | ------------- | ----- |
| 1    | Robert Vrečer     | Euskaltel     | 31    |
| 2    | Thibaut Pinot     | FDJ           | 28    |
| 3    | Manuele Mori      | Lampre-Merida | 23    |
| 4    | Rui Costa         | Movistar Team | 17    |
| 5    | Alexandr Kolobnev | Katusha Team  | 15    |

### Classifica sprint
| Pos. | Corridore         | Squadra       | Punti |
| ---- | ----------------- | ------------- | ----- |
| 1    | Robert Vrečer     | Euskaltel     | 15    |
| 2    | Adrián Sáez       | Euskaltel     | 13    |
| 3    | Maxime Bouet      | AG2R La Mond. | 9     |
| 4    | Luis León Sánchez | Blanco        | 7     |
| 5    | Alexandr Kolobnev | Katusha Team  | 7     |

### Classifica a squadre
| Pos. | Squadra          | Tempo     |
| ---- | ---------------- | --------- |
| 1    | Astana Pro Team  | 93h35'59" |
| 2    | BMC Racing Team  | a 4'06"   |
| 3    | Movistar Team    | a 4'20"   |
| 4    | AG2R La Mondiale | a 7'48"   |
| 5    | Katusha Team     | a 14'10"  |